# Глендейл (Огайо)
Глендейл (англ. Glendale) — селище (англ. village) в США, в окрузі Гамільтон штату Огайо. Населення — 2298 осіб (2020).

## Географія
Глендейл розташований за координатами 39°16′14″ пн. ш. 84°27′29″ зх. д. / 39.27056° пн. ш. 84.45806° зх. д. (39.270497, -84.458091).  За даними Бюро перепису населення США в 2010 році селище мало площу 4,37 км², уся площа — суходіл.

## Демографія
Згідно з переписом 2010 року, у селищі мешкало 2155 осіб у 969 домогосподарствах у складі 628 родин. Густота населення становила 493 особи/км².  Було 1057 помешкань (242/км²).
Расовий склад населення:
| - 81,4 % — білих - 15,4 % — чорних або афроамериканців - 1,5 % — азіатів |

До двох чи більше рас належало 1,3 %. Частка іспаномовних становила 1,3 % від усіх жителів.
За віковим діапазоном населення розподілялося таким чином: 19,6 % — особи молодші 18 років, 60,3 % — особи у віці 18—64 років, 20,1 % — особи у віці 65 років та старші. Медіана віку мешканця становила 49,6 року. На 100 осіб жіночої статі у селищі припадало 94,0 чоловіків;  на 100 жінок у віці від 18 років та старших — 87,8 чоловіків також старших 18 років.
Середній дохід на одне домашнє господарство  становив 141 422 долари США (медіана — 95 451), а середній дохід на одну сім'ю — 170 764 долари (медіана — 119 306). За межею бідності перебувало 4,6 % осіб, у тому числі 8,2 % дітей у віці до 18 років та 0,9 % осіб у віці 65 років та старших.
Цивільне працевлаштоване населення становило 1129 осіб. Основні галузі зайнятості: освіта, охорона здоров'я та соціальна допомога — 27,7 %, науковці, спеціалісти, менеджери — 16,4 %, мистецтво, розваги та відпочинок — 12,5 %, роздрібна торгівля — 10,6 %.